# Alessandro Calcaterra
Alessandro Calcaterra (* 26. Mai 1975 in Civitavecchia) ist ein ehemaliger italienischer Wasserballspieler. Er war Olympiadritter 1996, Weltmeisterschaftszweiter 2003, Europameister 1995, Europameisterschaftsdritter 1999 und Europameisterschaftszweiter 2001.

## Karriere
Der 1,87 Meter große Alessandro Calcaterra war 1997 und 1998 mit Waterpolis Pescara italienischer Meister, 2002 und von 2006 bis 2010 mit Pro Recco.
1995 bei der Europameisterschaft in Wien spielte Alessandro Calcaterra erstmals bei einem großen Turnier in der Nationalmannschaft, mit der sein älterer Bruder Roberto Calcaterra 1994 Weltmeister geworden war. Die Italiener besiegten im Halbfinale die deutsche Mannschaft mit 10:9 und im Finale die Ungarn mit 10:8. Im Jahr darauf bei den Olympischen Spielen in Atlanta gewannen die Italiener ihre Vorrundengruppe und bezwangen im Viertelfinale die russische Mannschaft. Nach der 6:7-Halbfinalniederlage gegen die Kroaten besiegten die Italiener im Spiel um Bronze die Ungarn mit 20:18. Das Spiel endete erst nach der zweiten Verlängerung. Alessandro Calcaterra warf insgesamt fünf Tore, keines davon im Spiel um den dritten Platz.
Bei der Europameisterschaft 1997 in Sevilla unterlagen die Italiener den Spaniern im Spiel um den fünften Platz mit 6:8. 1999 bei der Europameisterschaft in Florenz verloren die Italiener im Halbfinale gegen die Ungarn. Im Spiel um den dritten Platz siegten die Italiener mit 7:6 gegen die Griechen. Beim olympischen Wasserballturnier 2000 in Sydney unterlagen die Italiener im Viertelfinale den Ungarn. Mit zwei Siegen in den Platzierungsspielen erreichten die Italiener den fünften Rang. Alessandro Calcaterra war bis zum Viertelfinale in sechs Spielen dabei und warf neun Tore.
Im Juni 2001 fand die Europameisterschaft in Budapest statt. Die Italiener erreichten das Endspiel mit Siegen über Griechenland im Viertelfinale und über Ungarn im Halbfinale. Im Endspiel unterlagen sie den Jugoslawen, also der Mannschaft aus Serbien und Montenegro. Einen Monat später wurde die Weltmeisterschaft in Fukuoka ausgetragen. Nach der Halbfinalniederlage gegen die Spanier unterlagen die Italiener im Spiel um Bronze den Russen mit 6:7. Im September bei den Mittelmeerspielen in Tunis erreichten die Italiener den zweiten Platz hinter den Spaniern.
2003 bei der Europameisterschaft in Slowenien warf Alessandro Calcaterra sechs Tore. Die italienische Mannschaft belegte den neunten Platz. Einen Monat später bei der Weltmeisterschaft in Barcelona siegten die Italiener im Viertelfinale gegen die Australier und im Halbfinale gegen die Mannschaft aus Serbien und Montenegro. Im Finale gewannen die Ungarn mit 11:9 nach der zweiten Verlängerung. 2004 bei den Olympischen Spielen in Athen warf Alessandro Calcaterra insgesamt sechs Tore. Die italienische Mannschaft verpasste den Einzug ins Viertelfinale und belegte schließlich den achten Platz.
2005 wurden die Italiener bei den Mittelmeerspielen in Almeria wie vier Jahre zuvor Zweiter hinter den Spaniern. Bei der Weltmeisterschaft in Montreal unterlagen die Italiener den Griechen im Viertelfinale. Nach zwei weiteren Niederlagen in den Platzierungsspielen belegten sie den achten Platz. Drei Jahre später wurden die Italiener Neunte bei den Olympischen Spielen 2008 in Peking. Alessandro Calcaterra warf insgesamt 27 Tore, davon allein sechs bei der 16:17-Niederlage gegen die Australier, er war damit der erfolgreichste Torschütze des Turniers. 2009 gewann Alessandro Calcaterra die Bronzemedaille bei den Mittelmeerspielen in Pescara hinter den Serben und den Spaniern. Bei der Weltmeisterschaft in Rom belegten die Italiener den elften Platz.